# Jutta Sika
Jutta Sika, geborene Josepha Sika (* 17. September 1877 in Linz, Österreich-Ungarn; † 2. Januar 1964 in Wien) war eine österreichische Keramikerin, Produktdesignerin und Grafikerin. Sie war Mitglied der Künstlergemeinschaft der Wiener Werkstätte und Gründungsmitglied des Österreichischen Werkbundes.

## Leben und Werk
Am 17. September 1877 wurde Josepha Sika als Tochter von Ida und Alfred Sika in Linz geboren. Ihr Vater arbeitete als Inspektor bei der Österreichischen Staatsbahn. Im Jahr 1887 ging die Familie Sika nach Wien. Nach Abschluss ihrer schulischen Ausbildung begann Josepha Sika 1895 ein zweijähriges Studium an der Graphischen Lehr- und Versuchsanstalt bei Joseph Eugen Hörwarter. Im Anschluss daran schrieb sie sich 1897 in die Fachklasse für Malerei an der Kunstgewerbeschule Wien bei Rudolf Ribarz ein. Ihre Lehrer waren u. a. die Künstler Koloman Moser (ab 1899) und Alfred Roller. Ab 1900 belegte sie Kurse bei Friedrich Linke in der neu gegründeten Keramikklasse der Kunstgewerbeschule.
Bereits während ihrer Studienzeit entwarf sie Dekore für Porzellan, Keramiken und Vasen. 1901 gründete Jutta Sika gemeinsam mit anderen Mitgliedern der Kunstgewerbeschule, u. a. Therese Trethan, die Vereinigung Wiener Kunst im Hause, einem Vorläufer der Wiener Werkstätte. Die Mitglieder der Künstlervereinigung hatten sich zum Ziel gesetzt, die Gestaltung von Innenräumen von der Architektur, über das Mobiliar bis hin zur Gebrauchsgegenständen und Dekorationsartikeln als Gesamtkunstwerk zu betrachten.
Teilweise gemeinsam mit Koloman Moser, entwarf Jutta Sika Dekore und Objekte für die Wiener Porzellan-Manufaktur Josef Böck sowie für E. Bakalowits & Söhne und die Wiener Mosaikwerkstätte. Darüber hinaus fertigte sie in den folgenden Jahren Modeentwürfe für verschiedene Wiener Firmen an, lieferte Accessoires u. a. für die Modesalons der Schwestern Flöge und Hilda Kulmer. Jutta Sika arbeitete auch für Privatpersonen: so gestaltete sie beispielsweise 1909 für die Tänzerin Grete Wiesenthal Bühnenkostüme. Sie entwarf Motive für die Wiener Stickerei und die Kunststickereischule. Die äußerst vielseitige Kunstgewerblerin stellte für den k.u.k. Hoflieferanten Demel Christbaumschmuck her und gestaltete Bonbonieren für den traditionsreichen Konditor.
In den folgenden Jahren arbeitete sie für die Wiener Werkstätte als Grafikdesignerin und entwarf zahlreiche Holzschnitte und Vorlagen für Monogramme sowie zu verschiedenen Anlässen Postkarten, u. a. aus Tirol. Für die Firmen Kohansky, Löwit & Co. und W. Spitzer gestaltete sie Produktverpackungen, ebenso wie Metallobjekte für die Firma Agentor. Jutta Sika war auch als Kunstpädagogin tätig und leitete von 1911 bis 1933 eine Zeichenklasse an der Gewerblichen Fortbildungsschule in Wien.
1913 ging sie erneut für zwei Jahre an die Kunstgewerbeschule, um bei Alfred Roller Aktmalerei und Kostümdesign zu studieren. Seit den 1920er Jahren sind von ihr vor allem Aquarelle und Gouches mit floralen Motiven und Landschaftsbilder überliefert. Allerdings konnte sie mit der Malerei nicht an die künstlerischen Erfolge ihrer kunstgewerblichen Entwürfe anknüpfen.
Während des Zweiten Weltkriegs unterrichtete sie an Mädchenschulen. Jutta Sika starb am 2. Januar 1964 in Wien.

### Mitgliedschaften und Ausstellungen
Jutta Sika gehörte 1912 zu den Gründungsmitgliedern des Österreichischen Werkbundes und war seit 1920 Mitglied der Vereinigung bildender Künstlerinnen Österreichs. Sie beteiligte sich mit ihren Entwürfen an zahlreichen nationalen und internationalen Ausstellungen, wie bei den Weltausstellungen in Paris (1900) und St. Louis (1904), der Jahresausstellung der Kunstgewerbeschule (1900), Ausstellungen der Wiener Kunst im Hause, u. a. im Wiener Kunstgewerbeverein, in der Secession, in Düsseldorf und in den Wiener Geschäftsräumen der Vereinigung. Ab 1902 nahm sie an Ausstellungen des Museums für Kunst und Industrie teil, gestaltete 1905 in Brünn die Exposition Der gedeckte Tisch wesentlich mit und nahm 1908 und 1909 an der Wiener Kunstschau sowie 1910 an der Jagdausstellung teil.
Nach dem Ersten Weltkrieg beteiligte sie sich u. a. 1923 an der Ausstellung von Arbeiten des modernen österreichischen Kunsthandwerkes und 1925 in Paris an der Exposition internationale des arts décoratifs et industriels modernes.
Ihre Entwürfe und Objekte wurden 1904 auf der Weltausstellung in St. Louis und 1910 auf der Wiener Jagdausstellung mit einer Bronzemedaille ausgezeichnet. Mit der Gruppe Wiener Kunst im Hause erhielt sie den Silbernen Staatspreis für gestaltendes Handwerk. Auf der Pariser Kunstgewerbeausstellung wurde sie 1925 mit einem Ehrendiplom bedacht.
Ihre Entwürfe – insbesondere das bekannte Tee- und Kaffeeservice für die Porzellanmanufaktur Jos. Böck – sind heute in zahlreichen renommierten Kunst- und Designmuseen im In- und Ausland zu finden, wie u. a. im Museum für angewandte Kunst Wien, im Museum of Modern Art, im Cooper Hewitt, im Metropolitan Museum of Art, im Museum für Gestaltung Zürich, und im Hessischen Landesmuseum.

## Werke (Auswahl)
- Vorlagenwerk Die Fläche

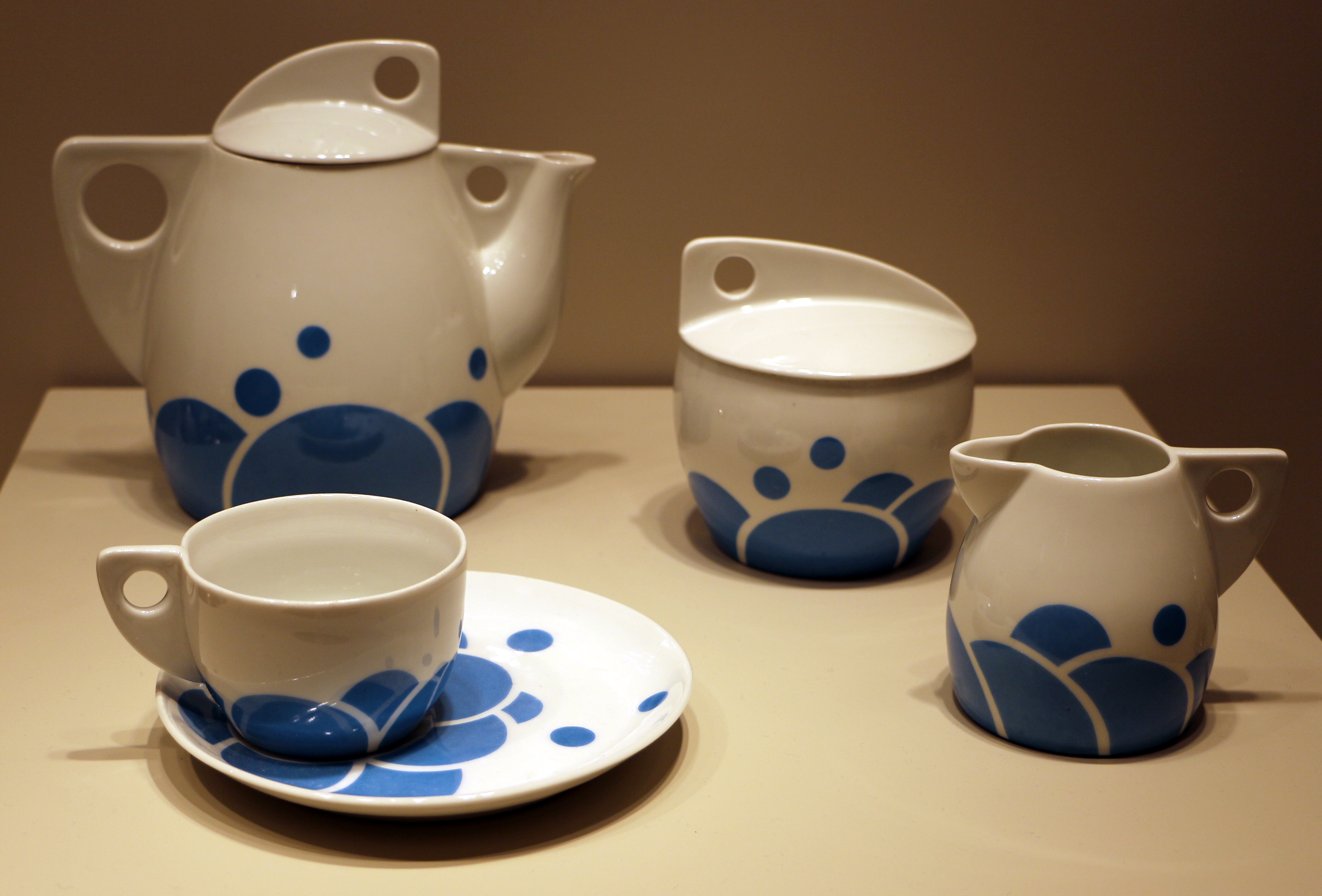
Kaffeeservice, hergestellt von der Wiener Porzellanmanufaktur Jos. Böck, 1901–02

- Tee- und Kaffeeservice , 1901 (Wiener Porzellan-Manufaktur Josef Böck, Wien, Dekornummer 501)
- Frühstücksservice ; 1901, Waechtersbacher Keramik
- Vase mit Blütendekor; Kupfer, Silber, Email, Folie ;1901
- Schale mit Messingmontierung; Ausführung Johann Lötz Witwe, Klostermühle für E. Bakalowits´ Söhne; um 1902
- Bowlengefäß, gemeinsam mit Kolo Moser, um 1904
- Postkarte Nr. 632, Münzturm Hall i. Tirol, 1912
- Postkarte Nr. 633, Rattenberg Blaues Haus, 1912
- Postkarte Nr. 634, Rattenberg : Rotes Haus, 1912
- Postkarte Nr. 635, Erker aus Rattenberg, 1912
- Postkarte Nr. 636, Innbrücke, Brixlegg, Tirol, 1912
- Postkarte Nr. 760, Krampuskarte, 1912
- Seiden-Handtasche mit Perlstich, 1913
- Aquarell Flieder, nach 1920
- Gouache Bauernhof in Niederösterreich, Stiefern, 1922